# Sarah Peake

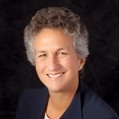
Sarah Peake. vor 2022

Sarah Peake (* 4. Oktober 1957 in Bronxville, New York) ist eine US-amerikanische Politikerin der Demokratischen Partei.

## Leben
Peake studierte an der Colgate University und an der Pace University School of Law Rechtswissenschaften. Seit 2007 ist Peake Abgeordnete im Repräsentantenhaus von Massachusetts. Peake ist mit Lynn Mogell verheiratet und wohnt in Provincetown, Massachusetts.